# Cuverville (Eure)
Cuverville é uma comuna francesa na região administrativa da Normandia, no departamento de Eure. Estende-se por uma área de 6,26 km². Em 2010 a comuna tinha 250 habitantes (densidade: 39,9 hab./km²).